# Pikkusaari (ö i Lappland, Östra Lappland, lat 67,05, long 28,89)
Pikkusaari är en ö i Finland. Den ligger i vattendraget Kitinen och i kommunen Salla i den ekonomiska regionen  Östra Lapplands ekonomiska region  och landskapet Lappland, i den norra delen av landet, 800 km norr om huvudstaden Helsingfors. Öns area är 8,5 hektar och dess största längd är 430 meter i nord-sydlig riktning.